# Metody graficzne
Metody graficzne – metody kontroli lub analizy naukowej, w których prawa lub stosunki zawartych w tabeli liczb, są reprezentowane za pomocą krzywych lub innych figur. Stosowaną w matematyce metodą graficzną, nazywamy sposób postępowania - świadomy i powtarzalny zespół czynności, prowadzący do wykonania określonego zadania lub rozwiązania danego problemu, za pomocą rysunku, ilustracji, wykresu.
Metody graficzne możemy stosować do:
- Rozwiązywania układów równań i nierówności
- Obliczenia pola
- Metod jakościowych
- Metod ilościowych
- Przedstawiania danych (tabelarycznych, procentowych)
- Przedstawiania wykresów dwóch zmiennych

## Znaczenie i wykorzystanie w życiu codziennym
Metody graficzne logicznie upraszczają przekazywanie informacji i wybór formy ich prezentowania, co zapewnia szybki proces przyswajania informacji. Analiza przetransponowanych graficznie zestawień liczbowych jest znacznie prostsza i łatwiejsza w przyswajaniu, niż te same liczby przedstawione w ujęciu tabelarycznym, dlatego graficznie przedstawia się np. temperaturę (w ciągu dnia), indeks (WIG20).